# CAPSULE (밴드)
CAPSULE(캡슐, カプセル, 가푸세루)은 일본의 2인조 일렉트로니카 혼성 음악 그룹이다.

## 구성원
두 사람 모두 이시카와현 가나자와시 출신이다.
- 나카타 야스타카: 작사, 작곡, 편곡, 프로듀스
- 고시지마 도시코: 보컬

## 개요
본래 고등학교 시절의 동창이었던 나카타 야스타카와 고시지마 도시코는 1997년에 capsule을 결성하였고, 그들이 성인이 된 이후인 2001년에 정식으로 데뷔했다. 2006년과 2007년 사이에 capsule의 음악적 성향은 크게 변하여, 기존의 복고적인 색채를 띤 프렌치 팝 스타일에서 하우스로 바뀌었고, 이에 따라 공연이나, 뮤직비디오 및 음반의 표지 사진을 촬영할 때 입는 의상에도 상당한 변화가 있었다. 나카타 야스타카는 MEG, SMAP, m-flo, 아오야마 테루마, 스즈키 아미, 리아 디존 등 여러 아티스트에게 노래를 제공하거나 리믹서로 참가하고 있다. 또, 프로듀스 하고 있는 아이돌 그룹인 퍼퓸이 앨범 《GAME》이나 싱글 《love the world》로 오리콘 차트 1위를 차지하여 주목을 받고있다.

## 음반 목록

### CD 싱글
1. 사쿠라(영어:SAKURA) (2001년 3월 28일)
2. 하나비(영어:HANABI) (2001년 7월 4일)
3. 도쿄킷사 (2001년 10월 17일)
4. music controller (2002년 8월 21일)
5. 푸라스치쿠가루 (2002년 11월 20일)
6. 갼디큐티 (2003년 5월 21일)
7. 레토로메모리 (2004년 2월 21일)

### 12인치 싱글 (한정판)
1. CUTIE CINEMA pre-PLAY (2003년 2월 20일)
2. tone cooking (2003년 5월 21일)
3. idol fancy (2003년 9월 17일)
4. portable Airport (2004년 5월 21일)
5. space station No.9 (2005년 2월 2일)
6. AEROPOLIS (2005년 8월 6일)
7. jelly (2006년 4월 19일)
8. Starry Sky (2006년 12월 13일)
9. capsule rmx EP (2007년 9월 5일)
10. MUSiXXX/I'm Feeling You (2007년 11월 7일)
11. JUMPER (2008년 11월 5일)

### 정규 앨범
| 순서 | 앨범 제목                      | 발매일           | 차트 순위           |
| ---- | ------------------------------ | ---------------- | ------------------- |
| 1    | 하이카라 가루                  | 2001년 11월 21일 |                     |
| 2    | CUTIE CINEMA REPLAY            | 2003년 3월 19일  | 오리콘 위클리 232위 |
| 3    | phony phonic                   | 2003년 11월 19일 | 오리콘 위클리 120위 |
| 4    | S.F. sound furniture           | 2004년 6월 9일   | 오리콘 위클리 35위  |
| 5    | NEXUS-2060                     | 2005년 2월 9일   | 오리콘 위클리 59위  |
| 6    | L.D.K. Lounge Designers Killer | 2005년 9월 21일  | 오리콘 위클리 49위  |
| 7    | FRUITS CLiPPER                 | 2006년 5월 10일  | 오리콘 위클리 29위  |
| 8    | Sugarless GiRL                 | 2007년 2월 21일  | 오리콘 위클리 25위  |
| 9    | FLASH BACK                     | 2007년 12월 5일  | 오리콘 위클리 20위  |
| 10   | MORE! MORE! MORE!              | 2008년 11월 19일 | 오리콘 위클리 6위   |
| 11   | PLAYER                         | 2010년 3월 3일   | 오리콘 위클리 4위   |
| 12   | WORLD OF FANTASY               | 2011년 5월 25일  | 오리콘 위클리 3위   |
| 13   | Stereo Worxxx                  | 2012년 3월 7일   | 오리콘 위클리 5위   |
| 14   | CAPS LOCK                      | 2013년 10월 23일 | 오리콘 위클리 13위  |
| 15   | WAVE RUNNER                    | 2015년 2월 18일  | 오리콘 위클리 5위   |

### 리믹스 앨범
| 순서 | 앨범 제목   | 발매일           | 차트 순위          |
| ---- | ----------- | ---------------- | ------------------ |
| 1    | capsule rmx | 2007년 10월 10일 | 오리콘 위클리 33위 |

### 베스트 앨범
| 순서 | 앨범 제목  | 발매일          | 차트 순위         |
| ---- | ---------- | --------------- | ----------------- |
| 1    | FLASH BEST | 2009년 8월 26일 | 오리콘 위클리 7위 |

## 내한 공연
2008년 3월 1일에는 나카타 야스타카가 클래지콰이 프로젝트의 ROBOTICA 파티 공연에 게스트로 참가했으며, 2009년 3월 14일에는 홍익대학교 근교의 클럽인 벨벳바나나에서 첫 내한 공연을 펼쳤다.
2012년 UMF KOREA에서 capsule이 게스트로 확정돼 내한 공연을 펼친 바 있다.